# 源扶
源 扶（みなもと の たすく、生没年不詳）は、『将門記』に前常陸大掾源護の長男として登場する人物。

## 概説
『将門記』によれば、承平5年（935年）の2月のある日、扶は弟の隆や繁とともに、野本、で将門を待ち伏せた。退くに退けず進むに進めなくなってしまった将門は、それでも憤然とし刃を交えての合戦におよんだ。そして幸いにも順風の利を得た将門勢の射る矢はさながら流れるように飛び思うがままに命中し、扶等兄弟は奮戦したが討ち死したとされ、承平天慶の乱の発端となったとされている。